# 尾形好雄
尾形 好雄（おがた よしお、1948年7月2日 - ）は、日本の登山家。福島県福島市出身。元スポニチ登山学校校長、現日本山岳協会理事長。ヒマラヤ山脈の未踏峰を登頂し、一度も事故を起こさなかった日本を代表する登山家である。

## 概要
福島県福島市出身、同県二本松市在住。
父親を早くに亡くしたため、小学校時代から家計のために自転車での牛乳配達をはじめていた。中学生時代から登山に興味を示し、兄たちとともに地元安達太良山を踏破する。福島県立福島工業高等学校入学後、山岳部に入部、登山の基礎知識を学ぶ。生徒会長と折衝して部の予算を倍額にした。
1967年に社会人で構成される「雪と岩の会」に参加、登山家として活動を始める。鍛え上げた屈強な身体から「サイボーグ・オガタ」と呼ばれた。
以後本格的な登山を始め、ネパールの奥地・ヒマラヤ山脈に興味を持ち始める。しかし既に8000m峰はすべて登り尽くされており、自らを大江健三郎の小説「遅れてきた青年」になぞらえて自らを「(ヒマラヤへ)遅れてきた青年」と称した。8000m峰の初登攀争いには乗り遅れたが、ヒマルチェリ・マモストンカンリ・ガンケルプンスム・ギャラペリ・リモI峰・ピラミッドピークなど数多くの7000m未踏峰に挑戦、そのほとんどに登頂した。
1974年にヒマラヤ山岳隊としてヒマラヤ山脈の山に登る。その後、冬期エベレスト南西壁初登頂を含め、17回のヒマラヤ遠征により8000m峰4座、7000m峰6座(未踏峰5座)、6000m峰4座など15山に登頂成功する。17回のヒマラヤ登山で登頂を逃したのはブータン最高峰ガンケル・プンズム(7,541m)だけという実績を誇る。それも高山病に倒れた仲間を救出するため初登頂を捨てての決断だった。一度も事故を起こさず、仲間とともに生還した伝説の登山家である。1997年にはガッシャーブルム、ブロード・ピークの8000m峰連続登頂に成功。
朝日スポーツ大賞（1994年）、スポニチ文化芸術賞（1994年）などを受賞。
長年スポーツニッポン新聞社に勤務し、東京本社事業局事業部次長、スポニチ登山学校校長を務め、現在は日本山岳協会常務理事・国際部長、日本ヒマラヤ協会常務理事、インドのヒマラヤン・クラブ名誉会員。

## 略歴
- 1948年7月2日 - 福島県福島市に生まれる。
- 1966年3月 - 福島県立福島工業高等学校卒業
- 1974年 - ツクチェピーク(6,920m/ネパール)登頂(藤倉和美,宮崎久夫,下田憲雄)
- 1978年 - ヒマルチュリ[西峰](未踏峰/7,540m/ネパール)初登頂(菅野一寛)
- 1980年10月2日 - ケダルナートドーム(6,831m/インド)登頂(山田昇,田部井淳子)
- 1981年5月 - カンチェンジュンガ縦走に参加、西峰ヤルンカン(8,505m/ネパール)に登頂(主峰8,586mは未踏)(山田昇,藤倉和美,片岡邦夫,鈴木茂)
- 1984年夏 - マモストンカンリ(未踏峰/7,543m/インド)初登頂(山田昇,吉田憲司,新郷信廣,岩崎洋)
- 1986年 - ギャラペリ(未踏峰/7,294m/チベット)初登頂(今村裕隆,橋本康弘)
- 1988年7月 - リモI峰(未踏峰/7,385m/インド)初登頂(吉田秀樹,新郷信廣,二俣勇司,渡辺斉,高橋純一)
- 1993年春 - ピラミッドピーク(未踏峰/7,123m/インド)初登頂(岩崎洋,新郷信廣)

10月8日 - チョ・オユー(8,501m/チベット)登頂(八木原圀明,宮崎勉,名塚秀二,田辺治,江塚進介,佐藤光由,後藤文明,星野龍史)。
12月22日 - エベレスト[南西壁](8,848m/ネパール)冬季初登頂(田辺治,名塚秀二,後藤文明,江塚進介,星野龍史)。
- 1997年7月8日 - ガッシャーブルムII峰(8,035m/パキスタン)登頂(後藤文明)

7月20日 - ブロード・ピーク(8,047m/パキスタン)登頂(後藤文明)

## 著書
- 尾形好雄著『ヒマラヤ初登頂　未踏への挑戦』(2009/7,東京新聞出版局) ISBN 978-4808309213